# Orthotrichum sharpii
Orthotrichum sharpii là một loài rêu trong họ Orthotrichaceae. Loài này được H. Rob. mô tả khoa học đầu tiên năm 1964.